# Masato Sasaki (Fußballspieler, 1992)
Masato Sasaki (japanisch 佐々木 雅人 Sasaki Masato; * 9. April 1992 in der Präfektur Saitama) ist ein ehemaliger japanischer Fußballspieler.

## Karriere
Sasaki erlernte das Fußballspielen in der Schulmannschaft der Seibudai High School und der Universitätsmannschaft der Tōyō-Universität. Seinen ersten Vertrag unterschrieb er 2015 bei YSCC Yokohama. Der Verein spielte in der dritthöchsten Liga des Landes, der J3 League. Für den Verein absolvierte er 29 Ligaspiele. 2017 wechselte er zum Ligakonkurrenten Fujieda MYFC. Für den Verein absolvierte er drei Ligaspiele. 2018 wechselte er zu MIO Biwako Shiga. Ende 2018 beendete er seine Karriere als Fußballspieler.